# Hipparchus (astronoom)
Hipparchus (Oudgrieks: Ίππαρχος ο Ρόδιος of Ίππαρχος ο Νικαεύς) (Nicaea (nu Iznik), ca. 190 v.Chr. - waarschijnlijk op Rhodos, 120 v.Chr.) was een voornaam Grieks astronoom, geograaf en wiskundige.
In 134 v.Chr. gaf hij een sterrencatalogus uit. Toen er datzelfde jaar nog een totale zonsverduistering plaatsvond, greep Hipparchus deze gelegenheid aan om de afstand tot de maan te schatten. Hij zat er dichtbij en berekende eveneens de afstand naar de zon. Hij ontwikkelde een systeem om de schijnbare helderheid van hemellichamen te meten, dat tot op de dag van vandaag nog steeds in gebruik is. Hij berekende eveneens de duur van zon en maancyclus. Zijn belangrijkste ontdekking was zonder twijfel dat de as van de aarde van richting verandert.
Er zijn aanwijzingen, dit op basis van verwijzingen door niet-natuurwetenschappelijke schrijvers zoals Plutarchus, dat Hipparchus zich bewust was van een aantal natuurkundige ideeën die wij als Newtoniaans bestempelen en sommige auteurs beweren dat Newton dit ook wist.

## Sterrencatalogus
Voortbouwend op de Babylonische astronomie, publiceerde Hipparchus een sterrencatalogus. Hij was de eerste die twee coördinaten gebruikte om sterren te lokaliseren en ook de eerste die naar compleetheid streefde (aangenomen wordt dat zijn catalogus bijna alle zichtbare sterren beschreef).  
De sterrencatalogus werd lang verloren gewaand, maar in 1900 identificeerde Georg Dittmann in een exemplaar van de Aratus Latinus coördinaten voor drie constellaties waarvoor Hipparchus de ultieme bron moest zijn. De onzekerheid daarrond werd grotendeels weggenomen door de ontcijfering in 2022 van een palimpsest onder de Codex Climaci Rescriptus, dat de hipparchische coördinaten voor de Noorderkroon bevatte. Rekening houdend met de precessie – een fenomeen ontdekt door Hipparchus – bleken ze overeen te komen met de nachthemel omstreeks het jaar 129 v.Chr. Behulpzaam daarbij was de buitengewone precisie waarmee de observaties waren gedaan. Hipparchus gebruikte een dioptra of een armillarium en lokaliseerde de sterren ten opzichte van de hemelevenaar. Zijn resultaten bleken nauwkeuriger te zijn dan deze van Claudius Ptolemaeus drie eeuwen later.

## Eerbetoon
De astrometrische observatiesatelliet Hipparcos werd naar hem vernoemd.
- Bibsys: 95002236
- Biblioteca Nacional de España: XX1588034
- Bibliothèque nationale de France: cb13521687n (data)
- CiNii: DA14388047
- Gemeinsame Normdatei: 100499651
- International Standard Name Identifier: 0000 0001 0785 5341
- Library of Congress Control Number: no91008369
- Nationale bibliotheek van Australië: 35765179
- Nationale Bibliotheek van Israël: 987007262754505171
- Nationale Bibliotheek van Polen: a0000002250081
- Nederlandse Thesaurus van Auteursnamen: 06973996X
- Istituto Centrale per il Catalogo Unico: SBLV285514
- LIBRIS: 309852
- Système universitaire de documentation: 05977682X
- Trove: 1077177
- Virtual International Authority File: 302240082
- WorldCat: E39PBJbM4RwTpcTMxgGV4qpByd